# Đội tuyển bóng rổ quốc gia Argentina
Đội bóng rổ quốc gia Argentina có biệt danh chính thức là Linh hồn người Argentina (tiếng Tây Ban Nha: El Alma Argentina), đại diện cho Argentina trong bóng rổ quốc tế nam và được kiểm soát bởi Liên đoàn bóng rổ Argentina.
Đội bóng rổ quốc gia Argentina vẫn là một trong những đội bóng thành công nhất ở Châu Mỹ. Đây là đội tuyển quốc gia duy nhất trong khu vực FIBA Châu Mỹ đã giành được huy chương vàng bốn lần: FIBA World Cup (họ đã giành được phiên bản đầu tiên, trong 1950), Huy chương vàng Olympic (2004) (danh hiệu cao quý nhất và danh hiệu quan trọng nhất của Argentina trong lịch sử Đội tuyển quốc gia cao cấp bóng rổ Argentina), 2008 FIBA Diamond Ball (2008), FIBA AmeriCup (2001 và 2011) và Huy chương Vàng Pan American (1995 và 2019). Họ cũng đã giành được 13 Giải vô địch bóng rổ Nam Mỹ, cũng như nhiều giải vô địch trẻ.
Đại diện Argentina cũng là đội đầu tiên đánh bại đội tuyển quốc gia Hoa Kỳ với một đội hình đầy đủ các cầu thủ NBA. Họ đã làm khá tốt trong Giải vô địch thế giới FIBA 2002 được tổ chức tại Indianapolis. Trong giải đấu đó, Argentina đứng thứ hai sau FR Nam Tư, thua trận chung kết trong thời gian bù giờ.
Do các kết quả tốt kể từ đầu những năm 2000, Argentina đã đạt vị trí thứ nhất trong Xếp hạng nam FIBA vào cuối Thế vận hội Olympic 2008. Argentina là thành viên của Liên đoàn bóng rổ quốc tế (FIBA) và có truyền thống bóng rổ lâu đời nhất Nam Mỹ.